# Албанцы на Украине
Албанцы на Украине (алб. Shqiptarët në Ukrainë, укр. Албанці в Україні) являются одним из национальных меньшинств. Согласно данным всеукраинской переписи 2001 года, в стране проживало 3 308 албанцев.

## Динамика численности
Современные арнауты всё больше подвержены ассимиляции в окружающую их славянскую среду. Пик численности был отмечен по переписи 1970 года (почти 4000). С тех пор их число постепенно сокращается. Впрочем, ещё более интенсивная (в процентном отношении) украинизация прогрессирует также и среди гораздо более многочисленных болгар, гагаузов, молдаван, русских, издавна проживавших вместе с арнаутами. Согласно данным всеукраинской переписи 2001 года, албанцы проживали в 24 регионах страны. При общей численности общины в 3308 человек, большинство проживало в Одесской (1 862 человека) и Запорожской (892 человека) областях.

## История
В настоящее время компактно проживают в одном селe Одесской области (Каракурт, Болградский район), а также трёх сёлах Запорожской области (Георгиевка, Девнинское и Гамовка недалеко от г. Мелитополь). Общая численность достигает 5 000 человек, разделённых примерно поровну между Одесской и Запорожской областями. Являются объектом повышенного интереса среди этнографов Восточной Европы с 30-х годов XX века.
Этнографический и диалектологический анализ, а также имеющиеся исторические данные указывают на следующую траекторию переселения арнаутов в Россию: из окрестностей современного албанского города Корча их предки переселились в окрестности болгарского города Сливен, затем осели близ Варны, и, наконец, через Галац (Румыния) перебрались в Буджак. В Буджаке арнауты основали три поселения в районе бывшего ногайского урочища Каракурт. По другим данным, арнауты просто поменялись жилищами с мусульманами-ногайцами, которые в статусе мухаджиров перебрались за новую границу Османской империи. Дополнительным стимулом к переселению арнаутов в Россию стали более плодородные земли придунайской равнины. Эта группа албанских поселенцев была православной, разговаривала на тоскском диалекте албанского языка и, основываясь на более поздних данных этнографического и топографического анализа, характеризовала себя как арнауты. Из-за того что первые арнаутские поселенцы сохраняли высокую степень солидарности с переселявшимися вместе с ними болгарами и гагаузами, российские власти долгое время воспринимали их как часть болгарского этноса. Османские власти рассматривали всех беженцев со своей территории исключительно в религиозном контексте. В 1861—1862 гг., не желая находиться под властью объединённой Румынии, которая в 1856—1878 годах контролировала Южную Бессарабию в качестве вассала Османской империи, часть буджацких арнаутов из окрестностей Болграда переселилась в Запорожье (Приазовье), где возникло ещё три албаноязычных села. В отличие от Каракурта, где албанцы были и остаются преобладающей, но не единственной этнической группой, эти три приазовские села являются почти исключительно албанскими. Высокий уровень концентрации снижает вероятность этнической (но не языковой) ассимиляции будущих поколений албанцев в пределах этих населённых пунктов.

## В XX веке
Присутствие албаноязычного населения в Буджаке стало очевидным во время румынской оккупации региона, которая вызвала недовольство, а вместе с ним и рост этнического самосознания у большинства малых народов региона. В 1924 году буджацкие арнауты активно участвовали в Татарбунарском восстании, которое было направлено против румынской власти в Бессарабии.
В годы советской власти их язык, быт и культура активно изучались советскими этнографами. Под влиянием румынских переписчиков, а также советских этнографических экспедиций второй половины XX века среди местных албаноязычных групп распространился довольно искусственный экзоэтноним албанцы, который до этого никогда не употреблялся. Сами арнауты характеризовали себя как арнауты, а затем их потомки пользовались термином тантэ или неле (букв. свои или наши).
После 1991 года все буджакские и приазовские арнауты оказались в составе независимой Украины. В настоящее время общая численность «албанцев» в стране оценивается в 5 000 человек.

## Албанский язык на Украине
Представители старшего поколения хорошо сохраняют тоскский диалект албанского языка, средние и младшие употребляют его в качестве второго (после русского) или «тайного языка». Исторически кроме родного буджацкие албанцы владели многими другими языками (болгарским, гагаузским, турецким, позднее также румынским и украинским).
При записи в основном используется кириллица:
| албанский    | украинский   |
| ------------ | ------------ |
| А мире дите! | Добрий день! |
| Тюш пуньо?   | Як справи?   |
| Пуньо мир.   | Добре.       |
| Пр шендет!   | За здоров’я! |
| Пр кесмет!   | За удачу!    |

## Родной язык
Учитывая то, что албанцев на территорию Буджака для его заселения христианами пригласили российские власти, современные албанцы (при сохранении этнического самосознания) в значительной степени русскоязычны. Данные переписи 2001 года установили, что родным языком албанский называют 52,6% их числа, 35,7% таковым считают русский, 9,1% назвали родным украинский. Данные о языке домашнего обихода Украина не собирает.
| Родной язык     | Численность албанцев | %    |
| --------------- | -------------------- | ---- |
| Албанский язык  | 1 740                | 52,6 |
| Русский язык    | 1 181                | 35,7 |
| Украинский язык | 301                  | 9,1  |
| Прочие          | 84                   | 2,6  |